# 츠비카우 예언자들
츠비카우 예언자 (Zwickauer Storchianer )는 신성 로마 제국의 작센 선제후국의 츠비카우 (Zwickau) 지역출신의 급진 종교개혁의 세 사람으로 1522년 초에 가까운 위텐베르그 (Wittenberg)에게는 방해가 되었고 진화화는 종교개혁이었다. 이 3 사람은 니콜라스 스토르히(Nicholas Storch), 마르크 쉬튀브너(Mark Stübnerr), 그리고 토마스 드레히젤(Thomas Drechsel) 이었다.
이들은 비텐베르크에 와서 한때 루터의 친구였던 칼슈타트 등과 합세하여 큰 소동을 일으켰다. 츠비카우의 예언자들은 성령의 새로운 직접적인 계시를 강조하였고 기록된 객관적인 성경 말씀보다는 인간에게 직접적인 체험을 통해 역사하는 성령을 강조하는 내재주의적, 주관주의적 신비주의적 운동을 전개하였다. 또한 유아세례를 인정하지 않았다. 이들은 매우 급진적이었고 혁명적이었다. 이런 혁명적인 방법을 토마스 뮌처에게 영향을 주었다.

## 같이 보기
- 종교개혁
- 급진 종교개혁
- 토마스 뮌처